# Ottavio Leoni

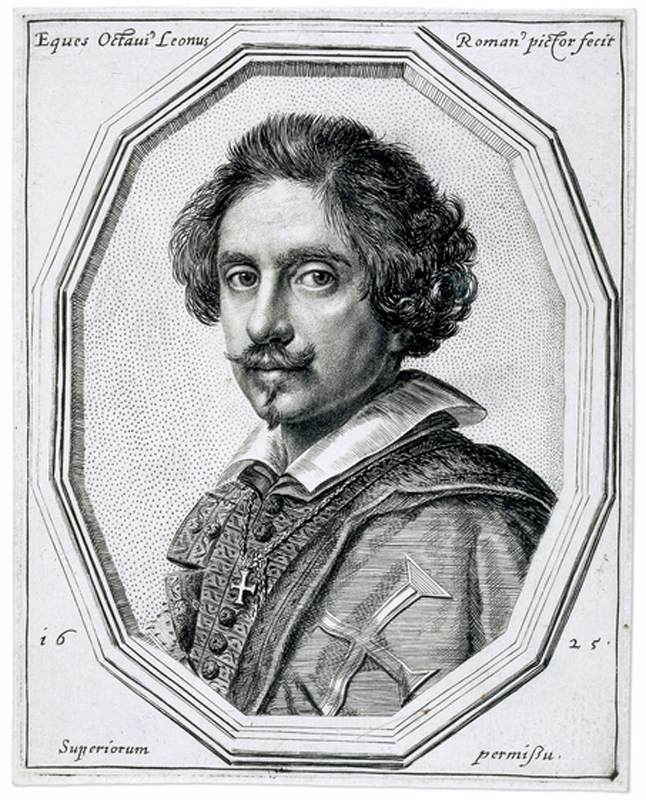
Autorretrato de Ottavio Leoni, grabado en 1625. Ejemplar perteneciente al Museo Británico de Londres.

Ottavio Leoni (Roma, 1578 - Roma, 4 de septiembre de 1630), fue un pintor y grabador italiano del Barroco, activo principalmente en Roma.

## Carrera
Nacido en Roma, recibió su primer aprendizaje de manos de su padre, Lodovico Leoni. Pintó obras de altar para diversas iglesias romanas, tales como la Anunciación para Sant' Eustachio y una Virgen con Niño y San Jacinto para Santa Maria sopra Minerva, y una tabla con los Santos Carlos, Francisco y Nicolás para Sant' Urbano. 
Fue miembro, y después presidente (1614), de la Academia de San Lucas. Asimismo, fue caballero de la Orden de Cristo. Con motivo de su investidura realizó su Martirio de Santa Martina. En 1621 se convirtió en miembro de la Accademia dei Virtuosi del Panteón, para la que realizó un Retrato del papa Gregorio XV (1628). Murió en su ciudad natal, Roma. 
Sus obras se exhiben en lugares como el Fine Arts Museums of San Francisco; Museum of Fine Arts, Boston; National Gallery of Art; Bowes Museum; Courtauld Institute of Art; Los Angeles County Museum of Art; Palazzo Ruspoli, Roma.

### Grabados
Ottavio Leoni fue también dibujante y grabador de una serie de retratos de artistas y miembros de la curia romana. Grabó efigies de, entre otros, el papa Urbano VIII, Francesco Barberini, Galileo Galilei, Bernini, Antonio Tempesta, Giovanni Baglione, Guercino, Cavalier d'Arpino, Tommaso Salini y Simon Vouet.
El dibujo que hizo de Caravaggio es el único retrato documentado del genial pintor hecho en su época (exceptuando los autorretratos más o menos evidentes en varias pinturas). Este dibujo, junto con un centenar de bocetos y grabados de Leoni, se conserva en la Accademia Colombaria de Florencia. Leoni tuvo relación con Caravaggio, llegando a estar implicado en el proceso que este afrontó por el libelo contra Giovanni Baglione.

## Galería

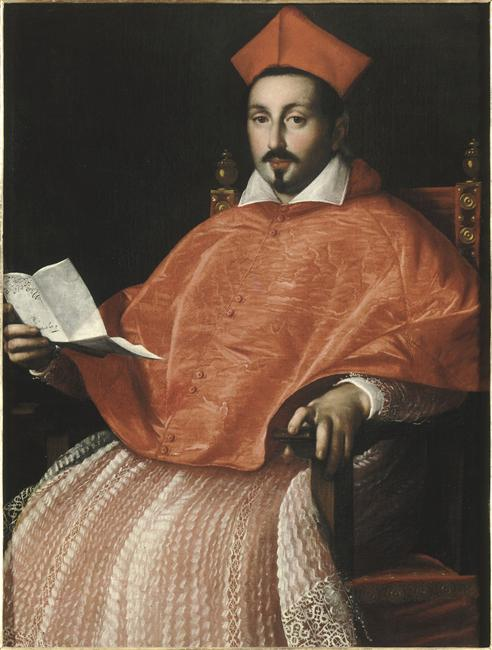
Retrato del Cardenal Scipione Borghese, Museo Fesch, Ajaccio.
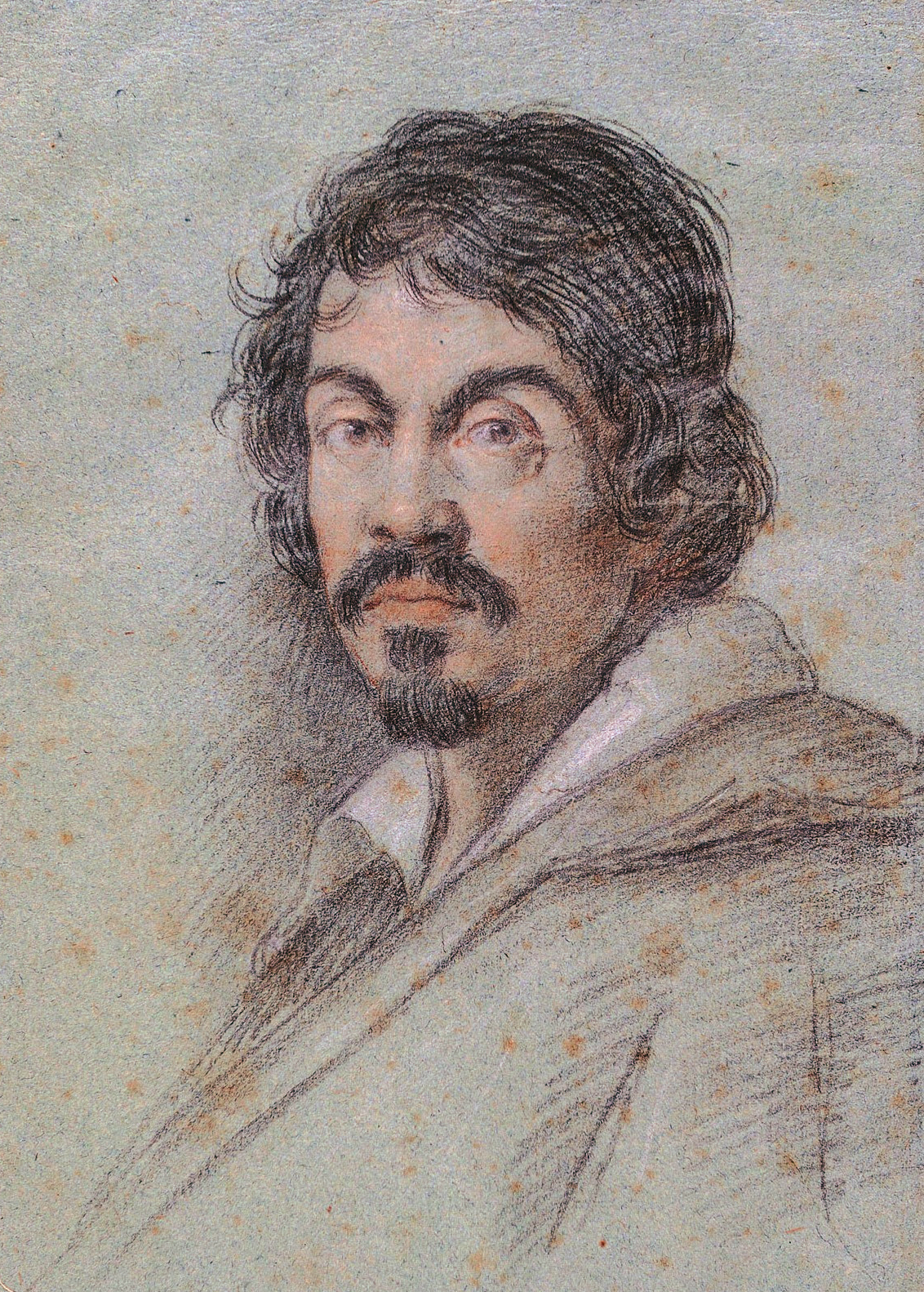
Caravaggio, único retrato contemporáneo que subsiste de él (Florencia, Biblioteca Marucelliana).
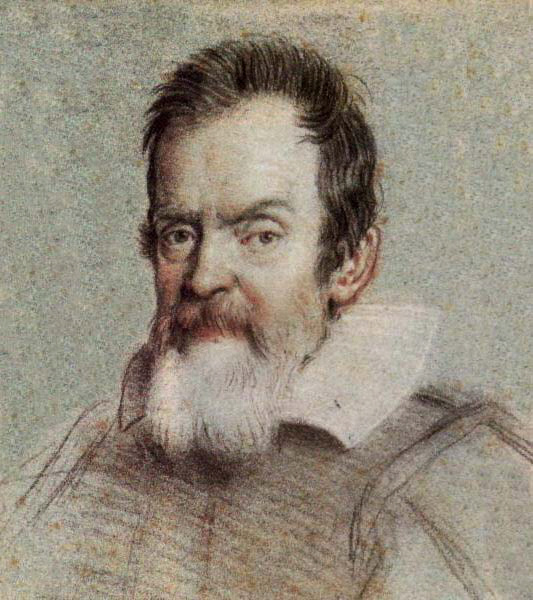
Galileo Galilei (Florencia, Biblioteca Marucelliana).